# Vașcău
Vașcău (până în secolul XIX - Craiva, după 1850 - Vaskohó, din vas „fier” și kohó „furnal” în maghiară și Eisenstein în germană ) este un oraș în județul Bihor, Crișana, România, format din localitățile componente Câmp, Câmp-Moți, Colești, Vașcău (reședința), Vărzarii de Jos și Vărzarii de Sus. Se află la o distanță de circa 7 km de orașul Ștei.

## Geografie

### Așezare
Din punct de vedere al unităților teritoriale de planificare din județul Bihor, localitatea Vașcău, împreună cu localitățile aparținătoare, face parte din Zona de Sud-Est Ștei – Nucet – Vașcău.
Așezat în partea de sud-est a județului Bihor, pe DN79, pe cursul superior al râului Crișul Negru, fiind limitat de Munții Bihorului la răsărit și Munții Codru – Moma spre apus, orașul Vașcău și localitățile din jurul său formează una dintre cele mai pitorești zone ale județului, fiind în același timp parte componentă a „Țării Beiușului”.
Așezat în culoarul Depresiunii Beiușului, la nivelul căruia se realizează întrepătrunderea dintre Munții Apuseni și Câmpia de Vest, Vașcăul este poziționat la intersecția paralelei de 46° 28′ latitudine N cu meridianul de 22° 28′ longitudine E.
Localitatea este limitată în Est de satele Vărzarii de Jos și Vărzarii de Sus, în Sud de satele Cărpinet și Izbuc, la Vest se învecinează cu satele Câmp și Colești, în Nord cu satul Șuștiu (localitate componentă a comunei Lunca), iar în imediata vecinătatea se găsesc alte două orașe ale județului: orașul Nucet – în Est, iar la 7 kilometri spre Nord, se află orașul Ștei.
Vașcăul, luat împreună cu satele componente, prezintă următoarele limite: Nord – satul Șuștiu, Nord-Est – satul Sîrbești (comuna Lunca), satul Cîmpani (comuna Cîmpani), Sud – satele Leheceni, Cărpinet, Izbuc (comuna Cărpinet), Sud-Vest – comunele Dezna și Moneasa (județul Arad), Sud-Est – satele Poiana, Săliște de Vașcău (comuna Criștiorul de Jos), Est – Fînațe (comuna Cîmpani) și orașul Nucet.

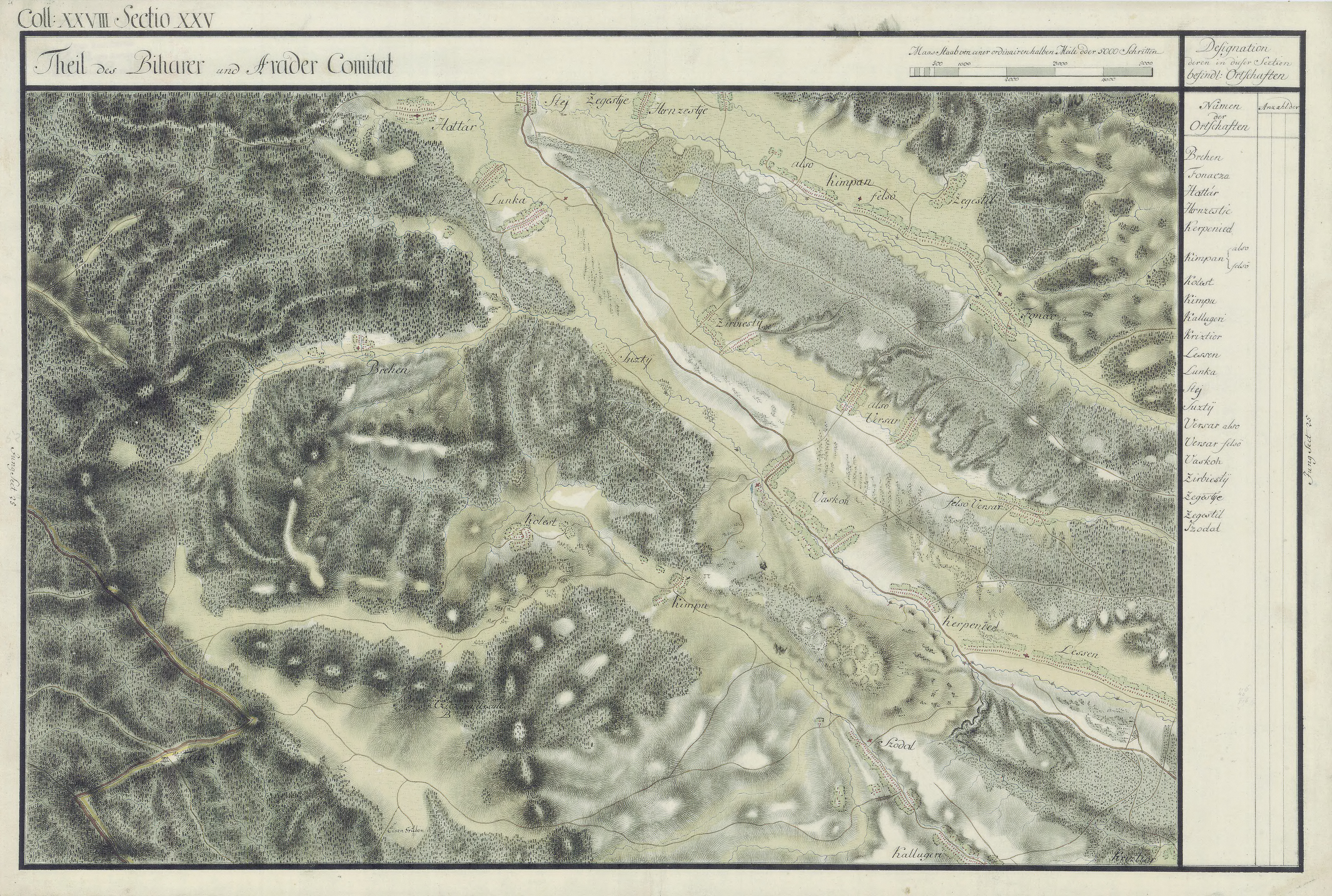
Vașcău în Harta Iozefină a Comitatului Bihor, 1782-85

În componența orașului Vașcău intră satele:
- Cîmp
- Cîmp-Moți
- Colești
- Vărzarii de Jos
- Vărzarii de Sus

Suprafața totală a teritoriului orașului Vașcău împreună cu localitățile componente este de 66,135 km², ceea ce reprezintă 0,88% din teritoriul județului Bihor.

### Relief
Se disting în cadrul reliefului următoarele unități: Munții Biharia, Munții Codru-Moma, Dealurile Crișene, Depresiunea Beiuș.
Relieful muntos al orașului Vașcău scoate în evidență altitudinea de 295 m.
Cel mai reprezentativ este relieful dezvoltat pe roci carbonatice, care se suprapune peste Platoul Vașcău, ce se înfățișează ca o cunună de depresiuni închise, lipsite de cursuri de apă. La marginea platoului se remarcă prezența rocilor impermeabile, care formează o cunună montană, cu Vf. Momuța (930 m) ca cel mai înalt punct altimetric.
Platoul Vașcău este sărac în ape permanente, ele pierzându-se în ponoare. Printre aceste văi se remarcă: valea Cohuri-Ponor, valea Ponoraș și valea Recea. Cea mai semnificativă, ca debit și lungime, este valea Pampăr, care vine de la Călugări, trece prin Izbuc, apoi se pierde într-o uriașă gură de peșteră numită Cîmpeneasca (avenul are 35 m adâncime). După aproximativ 3 km de la gura peșterii, drum străbătut subteran de Pampăr, apa iese la suprafață la Vașcău, într-un punct numit izvorul din Boiu.
Pe marginea Platoului Vașcău sunt 2 izbucuri deosebite: unul în valea Brihenilor și altul în hotarul localității Călugări. Izbucul de la Călugări, care în trecut avea dublă intermitență, în prezent are o singură intermitență, fiind declarat rezervație geologică naturală.
De-a lungul munților se întind Dealurile Crișene ca o treaptă prelungă a Munților Apuseni, având în interiorul Depresiunii Beiușului o dispoziție în amfiteatru, rețeaua hidrografică fiind convergentă. Ele sunt rezultatul unui proces de eroziune asupra piemontului de acumulare de la baza Munților Apuseni, precum și asupra unui strat de marne, argile, pietrișuri și nisipuri.
Din Dealul Curmăturii Criștiorului, prin culmea principală care trece din Dealul Mare prin Dealul Murgului, Dealurile Izbucului până la Dealurile Vașcăului se prezintă sub forma unui lanț de culmi deluroase, între care amintim: Ronțaru (910 m – Colești), Cicera Ursului (900 m – Câmp), Merișor sau Porceasa (900 m – Câmp-Moți), Vf. Runcului (860 m – Briheni), Măgura Osoiului (620 m – Vașcău).
Depresiunea Beiușului este un rezultat al afundării formațiunilor de tip carpatic din partea de vest a Munților Apuseni. Văile sunt largi și puțin adânci, favorizând așezările umane. Așa sunt: Valea lui Tieșu, Valea Rudăreasa, Valea Bălineasa.
În partea sudică a orașului Vașcăului, caracterizată prin prezența dealurilor piemontane ca o prelungire a Munților Codru-Moma, amintim câteva dintre aceste culmi deluroase:
- Vârful Ronțarul (910 m – Colești)
- Cicera Ursului (900 m – Câmp)
- Vărful Merișor/Porceasa (900 m)
- Cornet (650 m – Câmp)
- Vârful Osoiu (620 m – Pleș).

#### Munții Bihorului
Reprezintă unitatea cea mai înaltă și mai masivă din cadrul Apusenilor. Sunt alcătuiți din șisturi cristaline și calcare mezozoice, ceea ce a impus o mare diversitate morfologică: relief de nivelare policiclică, relief glaciar și crionival. La poalele vârfului Cucurbăta Mare (1849 m) au fost identificate 2 circuri glaciare incipiente. Culmile acestor munți coboară domol și prelung spre Depresiunea Beiușului.

#### Munții Codru-Moma
Care închid Țara Beiușului la vest, sunt formați din 2 grupe muntoase (Munții Codru în partea de nord și sud-vest și Munții Moma în partea de sud-est) despărțite de valea Briheni în est și valea Moneasa în vest. Sunt alcătuiți din șisturi cristaline și intruziuni granitice, calcare, gresii și roci vulcanice. Sunt munți din categoria celor mici (vf. Pleșu – 1112 m, altitudinea maximă), în care calcarele au generat un carst dintre cele mai interesante, unde apare întregul complex de forme endocarstice și exocarstice.

### Vegetație

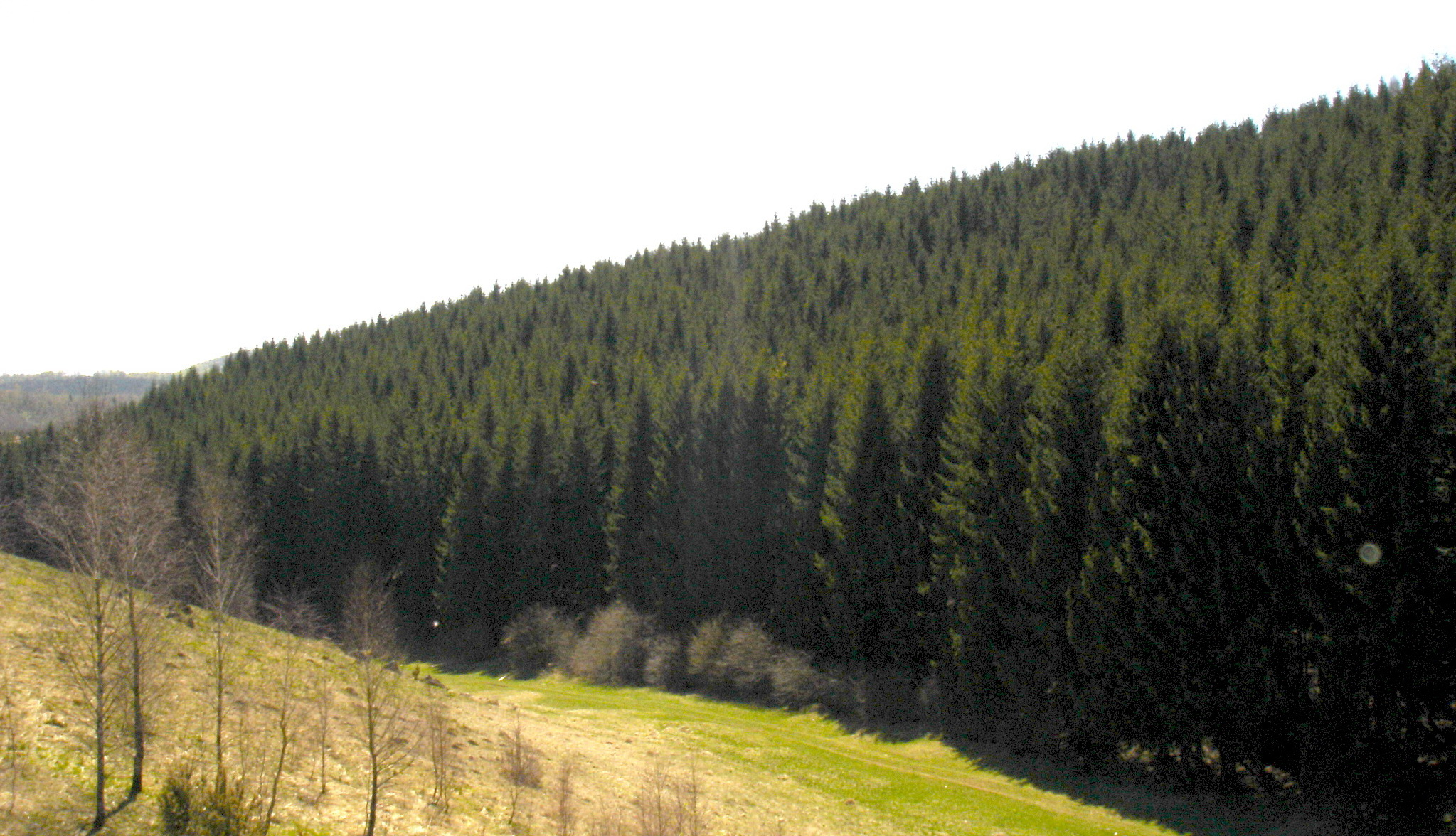
Pădure de brazi

Se remarcă etajarea vegetației pe verticală. Pădurile de conifere ocupă regiunile muntoase situate între 1000–1650 m, des întâlnite fiind: molidul (Picea excelsa) și bradul (Abies alba). Etajul fagului, cuprins între 600-1000, are specific fagul (Fagus silvatica), frasinul (Fraxinus excelsior), carpenul (Carpinus betulus). Etajului stejarului (până la 500 m altitudine) îi sunt specifice: gorunul (Quercus petraea), sângerul (Cornus sanguinea).
Vegetația de silvostepă, care avea o mare răspândire în trecut a cedat locul culturilor agricole.

### Faună
Pădurile de conifere și de foioase includ elemente faunistice cum sunt: cerbul (Cervus elephus), ursul (Ursus arctos), lupul (Canis lupus), jderul de pădure (Martens martens), mistrețul (Sus scrofa), iepurele (Lepus europaeus).
Se remarcă numărul mare de păsăsri: privighetoarea (Luscinia megarhynchos), turturica (Streptopelia turtur), mierla neagră (Turdus merula) și elemente ale faunei ihtiologice: păstrăvul (Salmo trutta fario), mreana (Barbus barbus), cleanul (Leuciscus cephalus).
În pârâul Boiul se găsește păstrăvul și slăvoca, în pârâul Criștiorel mreana vânătă și păstrăvul, în Tăul lui Ghib, Tăul de la Colești și Tăul Dâmbu Șoimului specii de caras și pile.

### Soluri
Specifice pădurilor de fag și în amestec de fag cu rășinoase sunt solurile brune de pădure, în arealul pădurilor de molid se identifică păduri brun-acide, iar în Munții Codru-Moma se identifică rendzinele.
Modul de utilizare a terenului
| Vașcău | Suprafața agricolă | Suprafața arabilă | Pășuni | Fânețe | Vii | Livezi |
| 1992   | 6504               | 2005              | 2695   | 1689   | 18  | 97     |

### Climă
Regiunea Vașcău are un climat temperat continental moderat, care rezultă din poziționarea în vestul Munților Apuseni, care se opun pătrunderii maselor de aer polar din direcție E, regiunea fiind sub influența aerului oceanic, umed și rece, determinând ca verile să fie călduroase și iernile nu foarte aspre, în văile dealurilor creându-se acumulări de aer rece, iar pe creștetul dealurilor acumulări de aer mai cald.
Temperatura medie anuală este de 9,8 °C în vatra depresiunii, de 7-8 °C în Munții Codru-Moma și de 2-7 °C în Munții Biharia. Temperatura medie lunară cea mai scăzută se înregistrează în luna ianuarie (-1,3 °C), iar cea mai ridicată este caracteristică lunii iulie (19,4 °C).
Clima și microclima regiunii este influențată de particularitățile locale: orientarea culmilor muntoase și a povârnișurilor, adâncimea văilor, gradul de acoperire cu păduri, etc. Un rol deosebit îl constituie ascensiunea maselor de aer vestice pe pantele Munților Apuseni, care provoacă o mare varietate în valoarea și regimul factorilor climatici.
Media anuală a cantității de precipitații este de 700 mm în depresiune și 1000–1200 mm în regiunile munților joși. Nebulozitatea cea mai accentuată este în lunile de iarnă, aceasta scăzând spre lunile de vară (în august gradul de acoperire cu nori a cerului este de 4,2).
Vânturile cele mai frecvente sunt cele de sud, urmate de cele vestice și de cele din sector nordic.

### Hidrografie

Râul Crișul Negru

Principalul curs de apă curgătoare este râul Crișul Negru ce izvorăște din masivul Munții Apuseni (localitatea Poiana de Vașcău), străbate localitățile Săliște, Leheceni și Cărpinet, pentru a trece apoi prin Vașcău, de unde își continuă cursul spre localitățile Șuștiu, Lunca și Ștei.
De pe teritoriul Vașcăului și al localităților învecinate râul Crișul Negru primește numeroși afluenți: Zarea, Beleoancea, Criștiorul, Boiul, apele celui din urmă au o temperatură aproape constantă, indiferent de anotimp. Afluenții care coboară din Munții Biharia au ape mai bogate decât cei care vin din Munții Codru-Moma. De la izvorul său din Biharia, Crișul Negru curge printr-o vale îngustă pe direcția E-V până la Săliște, având o pantă de scurgere accentuată, apoi urmează o direcție de scurgere SE-NV, cursul fiind meandrat, având o lungime de 4 km pe teritoriul orașului Vașcău.
Debitul său variază în funcție de cantitatea de precipitații, vara nivelul fiind mai scăzut, precipitațiile fiind mai puține.

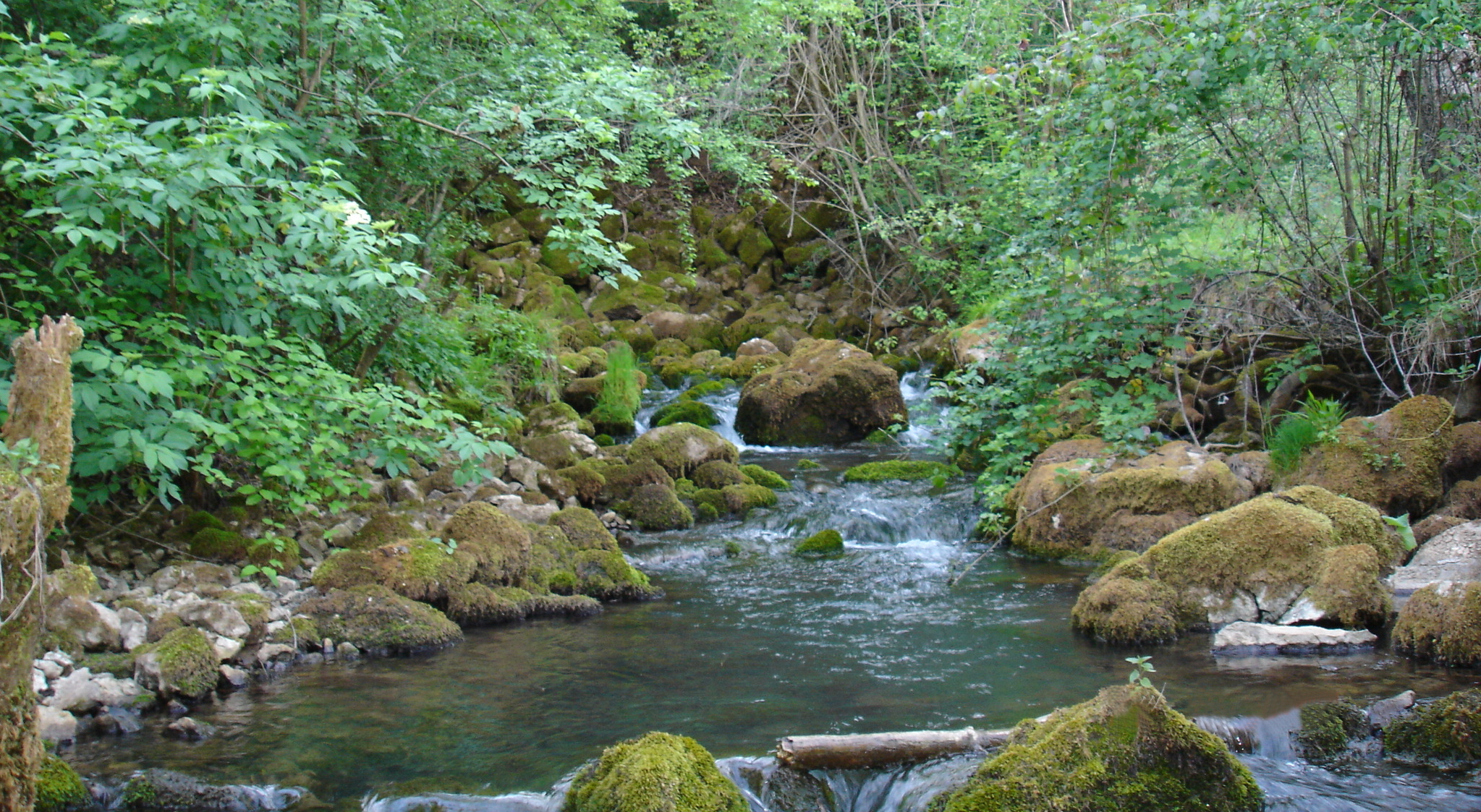
Pârâul Boiu

Din afluenții râului Crișul Negru de pe teritoriul orașului Vașcău se amintește:
- pârâul Boiu
- iruga Morii
- pârâul Băltuța
- valea Boncii

În Platoul Vașcăului apele permanente sunt destul de reprezentative, aproape toate pierzându-se în ponoare. Numeroase sunt ochiurile de apă din doline, numite tăuri, formate datorită impermeabilității versanților cu argilă de calcifiere. Cele mai însemnate lacuri sunt:
- Tăul lui Barna;
- Tăul Iezer și lacul Ursului
- Tăul Lupului
- Tăul Dîmbu Șoimului
- Lacul Ponor de la Cîmp-Moți
- Tăul lui Ghib (între Cîmp și Izbuc)
- Tăul de la Colești
- Tăul Țapului
- Lacul antropic de la Marmură - cel mai mare lac din regiunea Vașcăului

## Istoric
Începuturile vieții omenești în zona orașului Vașcău sunt atestate arheologic încă din paleolitic. Bogăția bazinului hidrografic, climatul destul de blând și formele de relief, cu întinse zone muntoase acoperite de păduri, au creat condiții pentru formarea de așezări omenești aproape una lângă alta, deci cu însemnate concentrări de populație.
Cea mai veche mențiune documentară care indică o atestare certă a localității Vașcău este cea din Conscrierea porților „Liber regius”, întocmită în anul 1552 de fiscul regal, unde Vașcăul apare menționat sub denumirea de Nagykoh(ó) („Cuptorul Mare”); în același timp apar menționate și localitățile Vărzari de Sus și Vărzari de Jos, împreună cu alte două localități, acestea dispărute ulterior. Începând cu sec. al XVIII-lea, respectiv anul 1851, denumirea orașului va ilustra principala bogăție și ocupația de bază a locuitorilor, aceea de lucrători la fierărie: Vaskoh – nume provenit din limba maghiară și format din două cuvinte: vas „fier” și kohó „cuptor de topit, furnal”.
Dintre cele mai vechi și mai importante îndeletniciri ale locuitorilor din orașul Vașcău și satele aparținătoare se pot aminti: cultura cartofului și creșterea vitelor, prelucrarea fierului, olăritul, cioplitul în piatră de marmură, cojocăritul, cizmăritul, cioplitul în lemn, zidăritul și dulgheritul, fabricarea și valorificarea varului, fabricarea și valorificarea băuturilor spirtoase, morăritul, crâșmăritul.
Până în secolul XIX, Vașcăul a făcut parte din ținutul Beiușului, în 1886 Vașcăul apare ca plasă independentă de Beiuș, având 42 de localități. Populația localității Vașcău era de aproximativ 70 de persoane în 1600, ajungând la 472 persoane în 1784 și la 1264 locuitori în 1910.
Revolta din 1784 a cuprins și părțile Vașcăului unde a fost adusă o centurie a legiunii de Vins și unde se consemnează faptul că protopopul de Beiuș a citit în târgul de la Vașcău scrisoarea vicecomitelui, care îi îndemna pe localnici să nu dea ascultare răsculaților.
Vașcăul a fost prins și în vâltoarea evenimentelor revoluționare de la 1848 – 1849, dar mai cu seamă în evenimentele marii uniri din 1918. Din Consiliul Național Român pentru Oradea și Bihor făceau parte și Ioan Ovesea (contabil la banca Șoimul din Vașcău), dr. Augustin Ciurdariu (avocat în Vașcău) și Vasile Negru (proprietar în Vașcău). Vașcăul și-a trimis delegații la Marea Adunare Națională de la Alba Iulia: Adrian Deseanu (protopop), dr. Augustin Ciurdariu, Alexandru Sala (învățător), Maxim Nonu (contabil).
La Vașcău s-a creat și o gardă națională, condusă de locotenentul Petre Popovici, care a avut misiunea de a asigura trecerea administrației de la autoritățile maghiare la cele române, acest lucru realizându-se deja la 11 ianuarie 1919.
După unire, Vașcăul a devenit plasă a județului Bihor, în urma reformei agrare din 1921 au fost împroprietăriți țăranii de aici cu terenurile expropriate de la Episcopia Romano-Catolică și de la cea Greco-Catolică.
În perioada interbelică s-au construit școli în satele aparținătoare comunei Vașcău, păstrăvăria și fabrica de marmură.
În anul 1956, localitatea Vașcău este ridicată la rangul de oraș, de care aparțin și cele 5 sate componente, menționate mai sus.

## Demografie
Componența etnică a orașului Vașcău
     Români (90,37%)
     Romi (2,42%)
     Alte etnii (0,69%)
     Necunoscută (6,52%)
Componența confesională a orașului Vașcău
     Ortodocși (89,68%)
     Penticostali (1,23%)
     Alte religii (2,17%)
     Necunoscută (6,91%)
Conform recensământului efectuat în 2021, populația orașului Vașcău se ridică la 2.025 de locuitori, în scădere față de recensământul anterior din 2011, când fuseseră înregistrați 2.315 locuitori. Majoritatea locuitorilor sunt români (90,37%), cu o minoritate de romi (2,42%), iar pentru 6,52% nu se cunoaște apartenența etnică. Din punct de vedere confesional, majoritatea locuitorilor sunt ortodocși (89,68%), cu o minoritate de penticostali (1,23%), iar pentru 6,91% nu se cunoaște apartenența confesională.
Date: Recensăminte sau birourile de statistică - grafică realizată de Wikipedia

## Politică și administrație
Orașul Vașcău este administrat de un primar și un consiliu local compus din 11 consilieri. Primarul, Sebastian-Alexandru Bursașiu[*], de la Partidul Social Democrat, este în funcție din 1 noiembrie 2024. Începând cu alegerile locale din 2024, consiliul local are următoarea componență pe partide politice:
|  | Partid                          | Consilieri | Componența Consiliului | Componența Consiliului | Componența Consiliului | Componența Consiliului |
|  | ------------------------------- | ---------- | ---------------------- | ---------------------- | ---------------------- | ---------------------- |
|  | Partidul Social Democrat        | 4          |                        |                        |                        |                        |
|  | Partidul Național Liberal       | 3          |                        |                        |                        |                        |
|  | Uniunea Salvați România         | 2          |                        |                        |                        |                        |
|  | Alianța pentru Unirea Românilor | 1          |                        |                        |                        |                        |
|  | Partidul Puterii Umaniste       | 1          |                        |                        |                        |                        |

## Cultură și educație
- Școala Generală cu clasele I-VIII „Nicolae Bogdan”

În anul 2001 școala din Vașcău primește numele de Școala Generală „Nicolae Bogdan” – Vașcău , aceasta a purtat mai multe denumiri: 1981/82 – Șc. Gen. cu treapta I de liceu; 1982/83 – 1993/94 – Școala Generală; 1994/1995 – Liceul Teoretic; 1995/1996 – 1999/2000 – Școala cu clasele I – VIII; începând cu anul 2001 se numește Scoala Generală cu clasele I –VIII „N. Bogdan” – Vașcău.
În prezent, Școala cu clasele I – VIII „Nicolae Bogdan” din Vașcău are rol de centru coordonator pentru școlile cu clasele I – IV din: Câmp, Vărzarii de Jos și pentru Grădinița cu Program Prelungit și Grădinița cu Program Normal din Vașcău.
- Casa de cultură „Vasile Sala”

În progrmaul Casei de Cultură a orașului Vașcău au loc anual manifestări grupate sub titlul „Vetre Folclorice” la care participă formațiuni artistice atât din orașul Vașcău, cât și din localitățile învecinate.
De asemenea, Casa de Cultură organizează și găzduiește programe artistice cu ocazia „zilei orașului” la care sunt invitați atât artisți din localitate, cât și trupe de muzică populară și ușoară din România.
- Muzeul „Nicolae Bocu”

Punctul muzeistic „Nicolae Bocu” a fost inaugurat la data 9 mai 1980 și trebuie precizat faptul că a fost doar «punct muzeistic», deoarece la Școala Generală din Vașcău și în unele dintre școlile aparținătoare mai existau asemenea «puncte muzeistice», numite «muzee școlare».
Adunarea materialelor, exponatelor, pentru înființarea acestor «puncte muzeistice» s-a făcut datorită muncii și dăruirii extraordinare a profesorului Nicolae Bocu, din orașul Beiuș, dar originar din comuna Cărpinet.
Acesta a știut să-i motiveze pe copiii școlilor din Vașcău și satele din împrejurimi pentru a căuta și a aduna obiecte etnografice cu valoare istorică, care să poată fi expuse într-un mic muzeu al orașului sau al școlii unde învățau.
Alături de vechi obiecte de uz casnic, costume populare, vase de lut, cărți vechi, documente istorice, elemente de numismatică, au fost expuse și obiectele din colecția personală a profesorului Nicolae Bocu. În același timp, în activitatea sa, profesorul Nicolae Bocu a fost sprijinit de autoritățile locale din acea perioadă.
Prin activitatea sa, profesorul Nicolae Bocu a reușit să recupereze o parte a trecutului și obiceiurilor acestei zone, încercănd să salveze această parte de istorie pentru generațiile viitoare. Din păcate, după anul 1989 locației care găzduia micul muzeu al orașului i s-a dat o cu totul altă destinație, iar exponatele punctului muzeistic, pentru colecționarea cărora Nicolae Bocu a pus multă pasiune și căreia i-a acordat mult timp, sunt înghesuite într-o sală oarecare, depozitate total necorespunzător, parte dintre acestea fiind distruse sau «pierdute».
- Biblioteca orășenească „Alexandru Andrițiou”

## Lăcașuri de cult
Două dintre cele mai vechi biserici de pe teritoriul orașului Vașcău, existente de la sfârșitul sec. al XIII – lea, sunt: una ortodoxă, iar cealaltă romano-catolică. Din păcate nu există informații despre aceste două biserici.
- Biserica romano-catolică

Se știe cu precizie că la Vașcău a fost sfințită noua biserică romano-catolică la 26 iulie 1744, biserică construită pe locul celei vechi, pe dealul Calvaria, acolo unde funcționa odinioară topitoria de fier și unde se găsește și astăzi. Această parohie s-a construit prin grija și oblăduirea contelui Nicolae Csaky, episcop de Oradea. Altarul și coloanele sunt executate din marmură de Câmp și Colești, în mai multe culori, de o mare frumusețe.
- Biserica ortodoxă

Primele știri mai amănunțite despre existența și activitatea Bisericii Ortodoxe Românești din Vașcău le avem din anul 1716, an în care biserica aceasta deservea și Bărăștii (pe vatra de astăzi a localității Vașcău erau 3 localități separate: Vașcău, Bărăști și Boiu). La biserica ortodoxă din Vașcău, credincioșii celor trei localități se așezau după poziția localității fiecăruia față de locul unde era biserica. Cei din Vașcău se așezau, în biserică, în partea dreaptă, iar cei din Bărăști, în partea stângă. Acest obicei nu se păstrează în ziua de azi. În anul 1874 au apărut disensiuni între credincioșii din Vașcău și Bărăști, disensiuni care au avut drept consecință ruinarea bisericii; cu toate acestea, la începutul anului 1879, conflictul se stinge iar credincioșii se ocupă de repararea bisericii. Prin urmare, în anul 1880, nu s-a construit o nouă biserică, cum s-a crezut mult timp, ci s-au executat doar lucrări de renovare și reparare. Biserica ortodoxă din Vașcău are hramul «Pogorârea Sfântului Duh». În anul 1905, când a fost electrificat orașul Vașcău, este electrificată și biserica ortodoxă.
Biserica ortodoxă din Câmp se începe construirea ei în anul 1850 și se finalizează în anul 1861 (având hramul «Sfinții Arhangheli Mihail și Gavril».
Biserica ortodoxă din Vărzari de Jos este construită de către credincioși în anul 1857 (având hramul «Adormirea Maicii Domnului»).
Biserica ortodoxă din Vărzarii de Sus a fost construită în anul 1859, din piatră și acoperită cu șindrilă (având hramul «Înălțarea Sfintei Cruci»).
Biserica ortodoxă din Colești, menționată încă din anul 1752, este singura de pe teritoriul Vașcăului care a fost construită din lemn, fiind un monument arhitectonic de valoare istorică și una dintre cele mai vechi biserici din sudul Bihorului.

## Locuri de agrement
În părțile orașului Vașcău există multe locuri pitorești atractive din punct de vedere turistic. În împrejurimi sunt și unele monumente de arhitectură populară, monumente ale naturii, biserici din lemn: bisericile din lemn de la Fânațe, Rieni, Brădet; numeroase peșteri: Peștera de la Fânațe, peșterile din zona izvoarelor Crișului Negru, Porțile Bihorului, peșterile de pe Valea Sighiștelului, Peștera Urșilor de la Chișcău, Peștera de la Câmpeneasa (Izbuc).

### Peștera de la Câmpeneasca (Izbuc)

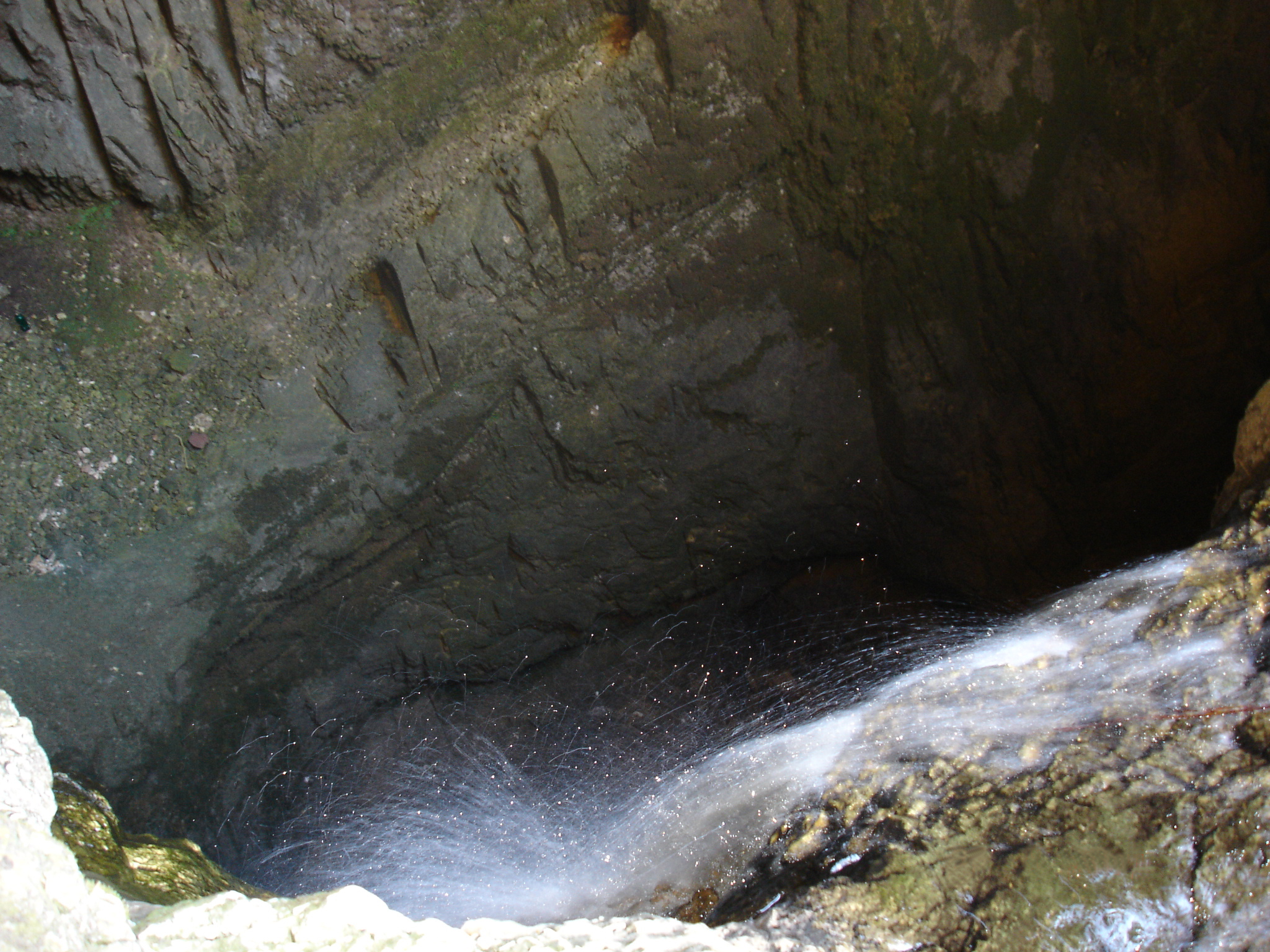
Avenul de la Câmpeneasca

Se află la o distanță de 3,5 km de orașul Vașcău, situată la cca. 100–150 m de ultima casă din Izbuc; traseul este accesibil cu mașina până la un anumit punct, după care se merge pe o potecă ușoară. Peștera este situată într-o adâncitură a depresiunii Țarina, între pădurile Curpiniș (N-V) și Fața Dealului (N-NE).
Apele Râului Țarinii (denumit si Valea Pampărului), după ce vin de la Călugări și străbat satul Izbuc, cotesc brusc și se prăvălesc de la o înălțime de 35 m spre imensa gură a peșterii, fiind parcă înghițite de peșteră. Dar după ce străbat o distanță de 2 km prin peșteră, apele Pampărului ies la lumina zilei la Vașcău la o distanță de 500 m de oraș, formând un „izbuc” puternic numit Izvorul Boiului.
În ceea ce privește numele Peșterii Câmpeneasca se spune că acesta s-ar trage de la numele depresiunii Țarina, unde se află peștera și care, având aspectul unui câmp și fiind vechi loc de pășunat pentru animalele oamenilor din zonă, ar fi determinat alegarea acestui nume. Datorită faptului că, în timp, acest câmp a fost locul unde oamenii își aduceau și țineau boii pentru mai mult timp, oamenii i-au dat locului numele de „Bouriște”, adică locul de pășunat al boilor; acest nume s-a păstrat în paralele cu cel de „Peștera Câmpeneasca”.

### Izvorul Boiu
Situat la 500 m de centrul orașului Vașcău, are un puternic debit de apă care nu îngheață niciodată (temperatura apei este constantă pe toată perioada anului). Utilizând apele acestui izvor, în anul 1937 ia ființă ]n orașul Vașcău crescătoria de păstrăvi al lui Partenie Coroi.
Cercetările au dovedit că apele Pampărului, care intră în Peștera Câmpeneasca, după ce străbat adâncurile pământului, ies la lumina zilei la Vașcău. De aici se trage și numele izvorului, izvor a cărui ape care pleacă din locul numit și Bouriște, iar la Vașcău i s-a dat numele de Izvorul Boiu.
Numele acestui izvor a dat și numele unei localități străvechi de pe vatra de azi a Vașcăului, care figura în documentele din anul 1600 cu numele de satul Boiu și care ulterior s-a contopit cu localitatea Vașcău. Tot de la numele acetui izvor se trage și denumirea unei străzi din oraș, situată foarte aproape de izvor, care și în ziua de azi se numește Strada Boiu.
Un alt punct de atracție al zonei îl constituie satul Călugări, localitate componentă a comunei Cărpinet, sat renumit datorită Izbucului de la Călugări.

### Izbucul de la Călugări
Este vorba de un fenomen carstic, apa izvorului izbucnind la suprafață și apoi retrăgându-se (mecanismul de golire se produce pe baza sifonării unui bazin carstic), ciclu repetându-se la un interval de 15-40 de minute, în funcție de debitul apelor izvorului.
Crezând în proprietățile miraculoase ale apelor izvorului, aici a fost înființată o mănăstire, Mănăstirea de la Izbuc, care a devenit un atractiv punct turistic cercetat și vizitat de foarte multă lume. Pelerinajele au loc aici în fiecare an, la sărbătoarea de „Sfânta Maria Mare”, în data de 15 august, și la sărbătoarea „Înălțarea Domnului”, în data de 8 septembrie.

## Personalități
- Alexandru Andrițoiu (1929 - 1996), poet
- Benea Mircea (n. 1922), profesor universitar doctor inginer al Institutului Politehnic din Cluj
- Nonu Ion Mircea (1902 - 1978), profesor universitar doctor docent al facultății de drept din Iași și secretar particular al lui Nicolae Titulescu
- Marius Sala (1932 - 2018), academician, lingvist, membru titular și vicepreședinte al Academiei Române;
- Gheorghe Lazarovici (n. 1941), arheolog;
- Alexandru Boc (n. 1946), fotbalist;
- Patriciu Țiucra (1884 - 1962), delegat în Marea Adunare Națională de la Alba Iulia 1918

## Vezi și
- Biserica de lemn din Colești, Bihor
- Platoul Vașcău (sit de importanță comunitară inclus în rețeaua europeană Natura 2000 în România).
- Coridorul Munții Bihorului - Codru Moma (sit de importanță comunitară)